# ODF3L1
ODF3L1 (англ. Outer dense fiber of sperm tails 3 like 1) – білок, який кодується однойменним геном, розташованим у людей на 15-й хромосомі. Довжина поліпептидного ланцюга білка становить 274 амінокислот, а молекулярна маса — 31 065.
| 10         |  | 20         |  | 30         |  | 40         |  | 50         |
| ---------- |  | ---------- |  | ---------- |  | ---------- |  | ---------- |
| MKLPKGTRSS |  | VYFAQHPEKE |  | PLPSRQEVKQ |  | TPVIMAKIKG |  | PGPAKYLRPS |
| CTGYIDHDIS |  | MFKAPAYTLH |  | SRHSEKRMVC |  | HSSPGPCYLL |  | DPKITRFGMS |
| SCPQVPMEER |  | ISNLRLNPTL |  | ASCQYYFEKI |  | HPPGERRAPQ |  | YTFGYRRPYR |
| VMDLNPAPNQ |  | YQMPLLLGPN |  | TPVSRAAPCY |  | SLASRDKNWF |  | YKEDVAGGPG |
| PTTYARPEPS |  | IYQNRSPTYS |  | MAKRFAYPLD |  | LTPRPGPGSH |  | EVQQVTVHKP |
| HIPAFTMGIK |  | HSLHLCPLVI |  | DIRD       |  |            |  |            |

A: Аланін

C: Цистеїн

D: Аспарагінова кислота

E: Глутамінова кислота

F: Фенілаланін

G: Гліцин

H: Гістидин

I: Ізолейцин

K: Лізин

L: Лейцин

M: Метіонін

N: Аспарагін

P: Пролін

Q: Глутамін

R: Аргінін

S: Серин

T: Треонін

V: Валін

W: Триптофан